# Henophidia
Henophidia è una superfamiglia del sottordine Serpentes (o Ophidia) che contiene boidi, pitonidi e altri serpenti.
I serpenti appartenenti alla superfamiglia Henophidia sono considerati più primitivi di quelli che appartengono alle altre due superfamiglie, vale a dire Caenophidia e Typhlopoidea.

## Etimologia
Henophidia viene dal greco heno-, che significa "antecedente" e ophidia, che significa "serpente", dunque "serpente del passato" (al contrario di Caenophidia, "serpente recente").

## Tassonomia
Comprende le seguenti famiglie:
- Aniliidae Stejneger, 1907
- Anomochilidae Cundall, Wallach & Rossman, 1993
- Boidae Gray, 1825
- Bolyeridae Hoffstetter, 1946
- Cylindrophiidae Fitzinger, 1843
- Loxocemidae Cope, 1861
- Pythonidae Fitzinger, 1826
- Tropidophiidae Brongersma, 1951
- Uropeltidae Müller, 1832
- Xenopeltidae Gray, 1849
- Xenophidiidae Wallach & Günther, 1998